# Leptactina delagoensis
Leptactina delagoensis är en måreväxtart som beskrevs av Karl Moritz Schumann. Leptactina delagoensis ingår i släktet Leptactina och familjen måreväxter.

## Underarter
Arten delas in i följande underarter:
- L. d. bussei
- L. d. delagoensis
- L. d. grandiflora